# Sven Unterwaldt

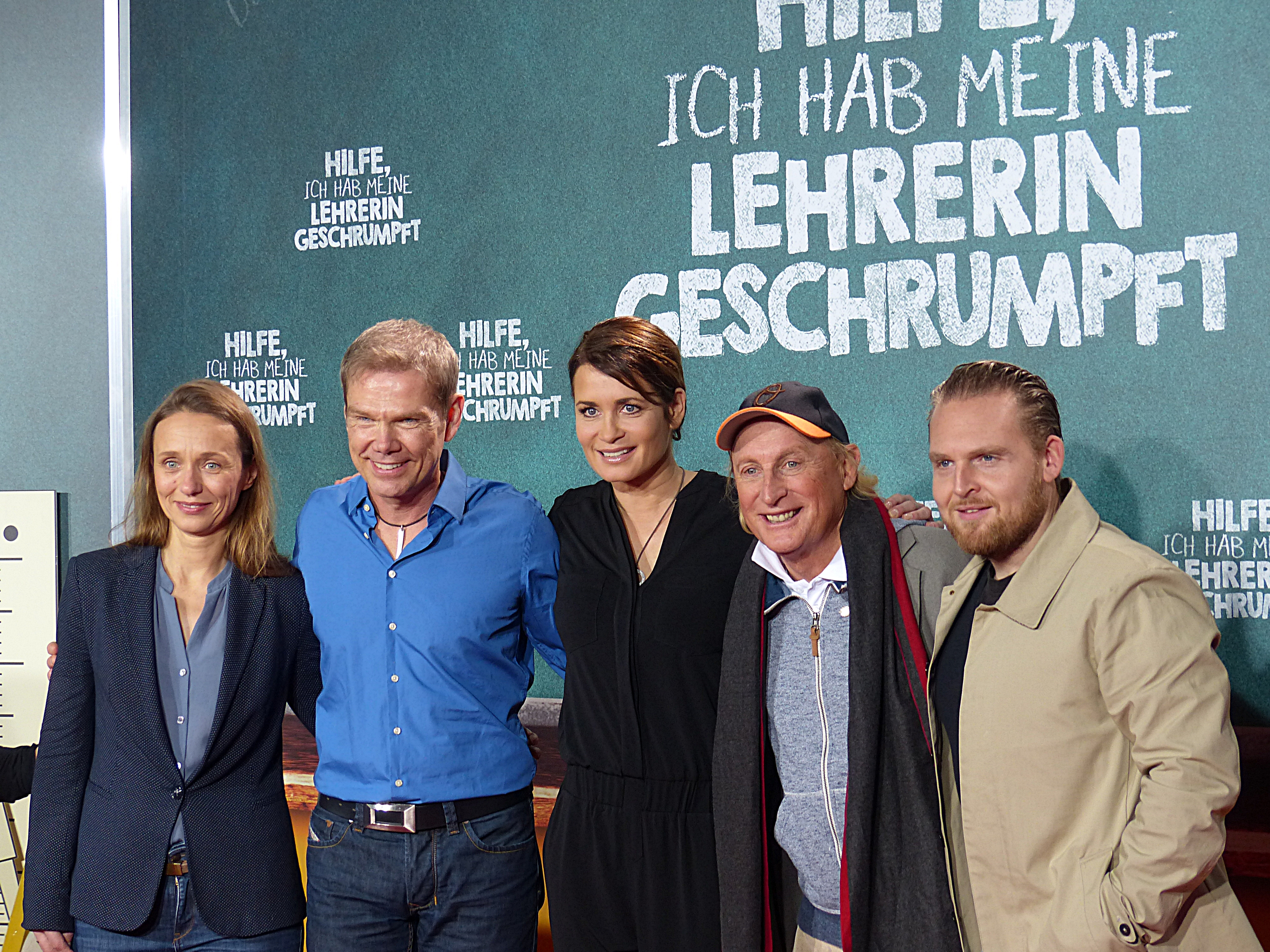
Sven Unterwaldt (2. von links)

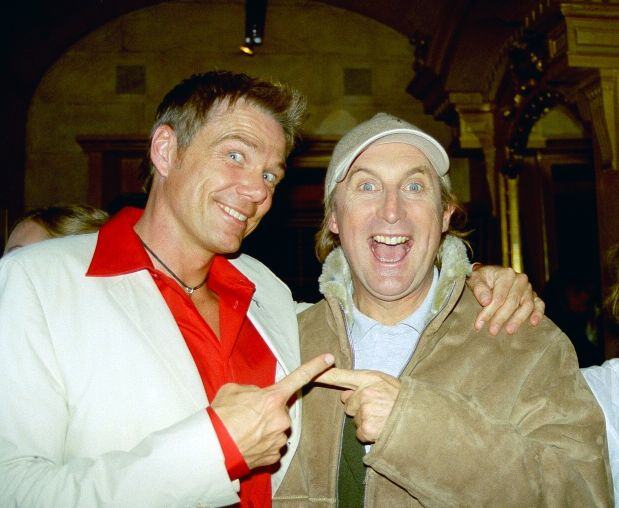
Sven Unterwaldt (links) mit Otto Waalkes

Sven Unterwaldt (* 21. April 1965 in Lübeck) ist ein deutscher Filmregisseur und Drehbuchautor.

## Leben
Der in Timmendorfer Strand aufgewachsene Unterwaldt begann bereits im Alter von 14 Jahren erste Amateurfilme zu drehen. Hierzu gehören der an der Waldkirche von Timmendorfer Strand 1979 entstandene Film Trip nach Transsylvanien, Tatort Schulhof und ein nicht ganz ernster Film über die Arbeit beim Malteser Hilfsdienst. Mit der Komödie Anfängerpech gewann er 1985 ein Comedy-Filmfestival von RTL und Hörzu.
Nach dem Abitur am Ostsee-Gymnasium Timmendorfer Strand und anfänglichen Gelegenheitsjobs als Kioskverkäufer und Strandkorbvermieter arbeitete Unterwaldt als Sketchschreiber beim Fernsehsender RTL. Hier entwickelte er Sketchvorlagen für Hape Kerkeling, Ingolf Lück, Wigald Boning sowie Götz Alsmann und führte zudem Regie. 1994 und 1995 arbeitete er als freier Regisseur für die Till & Obel Show und RTL Samstag Nacht. Es folgten Einspielfilme für die vom ZDF produzierte Verleihung der Goldenen Kamera, Regiearbeiten für Switch, den Fernsehfilm Antrag vom Ex und der Weihnachtsgala Danke Anke. Zu den weiteren Regiearbeiten gehörten 24 Folgen der Comedy-Serie Anke mit Anke Engelke, die Serie Berlin, Berlin sowie Alles Atze mit Atze Schröder.
Sein Debüt als Spielfilmregisseur gab Unterwaldt im Jahre 2001 mit der Ralf-König-Verfilmung Wie die Karnickel. Zusammen mit dem befreundeten Otto Waalkes schrieb er das Drehbuch zu 7 Zwerge – Männer allein im Wald (2004). Er führte ebenfalls Regie. Die nächsten Regiearbeiten fürs Kino waren Siegfried (2005) und 7 Zwerge – Der Wald ist nicht genug (2006). Bereits 28 Tage nach Kinostart gab es die Goldene Leinwand für drei Millionen Kinobesucher und den Bogey in Gold. Am 7. Oktober 2008 feierte Unterwaldt die Weltpremiere seiner Filmkomödie U-900 mit Atze Schröder und Yvonne Catterfeld in Essen. Weitere Filmproduktionen, darunter mehrere erneut mit Otto Waalkes in der Hauptrolle, folgten.
Sven Unterwaldt ist Mitglied im Bundesverband Regie (BVR).

## Arbeiten fürs Fernsehen
- 1994–1995: Till & Obel Show
- 1994–1995: RTL Samstag Nacht
- 1997–1998: Switch – TV gnadenlos parodiert
- 1999: Antrag vom Ex
- 1999: Weihnachtsgala Danke Anke
- 2000: Anke
- 2001: Einmal Prinz zu sein
- 2001–2002: Berlin, Berlin
- 2003: Alles Atze
- 2003: Mutti
- 2023: Club Las Piranjas

## Kinoproduktionen
- 2002: Wie die Karnickel
- 2004: 7 Zwerge – Männer allein im Wald
- 2005: Siegfried
- 2006: 7 Zwerge – Der Wald ist nicht genug
- 2008: U-900
- 2010: Otto’s Eleven
- 2014: Der 7bte Zwerg
- 2015: Hilfe, ich hab meine Lehrerin geschrumpft
- 2016: Antonio, ihm schmeckt’s nicht!
- 2017: Schatz, nimm Du sie!
- 2018: Tabaluga – Der Film
- 2020: Vier zauberhafte Schwestern
- 2021: Catweazle
- 2022: Die Schule der magischen Tiere 2
- 2024: Die Schule der magischen Tiere 3

## Auszeichnungen
- Deutscher Fernsehpreis für Alles Atze
- Deutscher Comedypreis für Alles Atze
- Grimme-Preis für Berlin, Berlin
- Goldene Leinwand für 7 Zwerge – Männer allein im Wald
- Box Office Germany Award für 7 Zwerge – Männer allein im Wald
- Goldene Leinwand für 7 Zwerge – Der Wald ist nicht genug
- Box Office Germany Award für 7 Zwerge – Der Wald ist nicht genug